# Princesse Tam Tam
Cet article concerne le film avec Joséphine Baker. Pour la marque de lingerie, voir Princesse tam.tam.
Pour plus de détails, voir Fiche technique et Distribution.
Princesse Tam Tam est un film français en noir et blanc réalisé par Edmond T. Gréville, sorti en 1935.
Dans le rôle principal, Joséphine Baker joue une jeune fille tunisienne introduite dans la bonne société parisienne. Elle chante deux chansons dans ce film co écrit par son compagnon et mentor, Pepito Abattino, qui s'inspire du thème de Pygmalion et Galatée.

## Synopsis
Max de Mirecourt, écrivain célèbre fatigué des frasques de sa femme, part en voyage en Tunisie chercher l'inspiration. Il rencontre là-bas la belle Aouïna, dont la personnalité l'intrigue à tel point qu'il décide d'en faire le personnage principal de son prochain roman, Civilisation. Ayant inculqué les bonnes manières à la jeune fille, il la ramène à Paris, en la présentant comme la « Princesse Tam Tam », venue tout droit de son Inde natale. Un stratagème destiné en grande partie à rendre jalouse sa femme Lucie, car il sait qu'elle courtise le Maharadjah de Datane. 
Confrontée à la vie parisienne, Aouïna a des réactions surprenantes qui en font la coqueluche du Tout-Paris. Lucie et Max finissent par retomber amoureux, et Aouïna retourne en Tunisie après avoir avoué sa véritable identité au Maharadjah. 

## Fiche technique
- Titre : Princesse Tam Tam
- Réalisateur : Edmond T. Gréville
- Scénario : Pepito Abattino, Yves Mirande
- Décors : Lazare Meerson, Pierre Schild et Alexandre Trauner
- Photographie : Georges Benoît
- Son : Antoine Archimbaud
- Montage : Jean Feyte
- Musique : Jacques Dallin, Walter Goehr, Eliseo Grenet et Alain Romans
- Production : Arys Nissotti
- Société de production : Productions Arys
- Pays d'origine :  France
- Langue : français
- Format : Noir et blanc - Son mono (RCA High Fidelity Recording) - 1,37:1
- Genre : Comédie dramatique
- Durée : 77 min
- Dates de sortie : France, 2 novembre 1935

## Distribution
- Joséphine Baker : Aouïna
- Albert Préjean : Max de Mirecourt
- Robert Arnoux : Coton
- Germaine Aussey : Lucie de Mirecourt
- Georges Péclet : Dar
- Viviane Romance : L'amie de Lucie
- Jean Galland : le Maharajah de Datane
- Teddy Michaud : le fakir
- Henry Richard : le premier danseur
- Paul Demange

## Chansons
- Sous le ciel d'Afrique
- Le Chemin du bonheur
- Pourquoi ? Comment ?
- Ahé ! la Conga